# Labeo rohita
Der Rohu (Labeo rohita), engl. Rohu Carp, Indian Grass Carp, Rohi Dumra, Tambada Masa oder auf Bengali রুই gehört zu den großen Karpfenfischen in Südostasien.

## Namen
Auf Hindi/Urdu wird der Rohu Rehu genannt, ähnlich wie Rawas der indische Lachs. Auf Oriya heißt er Rohi, Rui auf Bengali, Rou auf Assamesisch und Sylheti, auf Malayalam wieder Rohu.

## Beschreibung
Der Rohu besitzt eine Rückenflosse mit 12 bis 14 verzweigten Flossenstrahlen. 
Er hat eine blaugrüne irisierende Färbung mit rötlichen Farben an den Flanken.
Der Rohu kann maximal zwei Meter lang und 45 Kilogramm schwer werden. Der offizielle IGFA Weltrekord liegt bei nur 5,70 Kilogramm aus dem Kaempeng Sen in Thailand. Im thailändischen Khao Laem Reservoir wurde ein 15 Kilogramm und 92 Zentimeter langes Exemplar gefangen, im Srinakarin Reservoir ein 25 Kilogramm schwerer Fisch und das Endgewicht dieser Fischart wird auf 110 Kilogramm geschätzt.

## Vorkommen
Der Rohu kommt in vielen Flüssen und Süßwasserseen Süd- und Südostasiens vor. Dabei toleriert er auch Brackwasser.
In Bangladesch und den indischen Bundesstaaten Orissa, Assam, Westbengalen, Bihar und Uttar Pradesh ist er besonders häufig. Außerdem findet man ihn in Thailand, Myanmar, Nepal und Pakistan.
Mittlerweile ist er Speisefisch in weiteren asiatischen Ländern, wie zum Beispiel dem Irak.

## Lebensweise

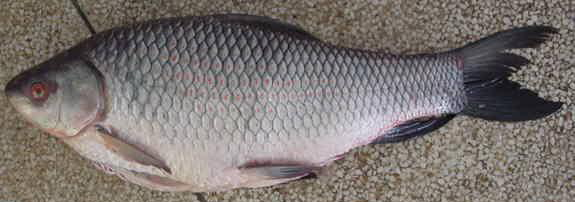
Ausgewachsener Rohu

Der Rohu ist herbivor. Jungfische ernähren sich überwiegend von Zooplankton, stellen sich im Laufe ihrer Entwicklung jedoch mehr und mehr auf Phytoplankton um. Der Phytoplankton wird mithilfe seiner Kiemen gefiltert. Adulte Fische fressen auch Wasserpflanzen. Der Rohu zeigt eine tagaktive Lebensweise und lebt überwiegend als Einzelgänger. Nach zwei bis fünf Jahren ist der Fisch geschlechtsreif und laicht zu Beginn des Monsuns bevorzugt auf Überschwemmungsauen von Flüssen ab. Das Weibchen legt 200.000 bis zu 2 Millionen Fischeier ab. Im Stillwasser vermehrt er sich nicht auf natürliche Weise, so dass in der Teichwirtschaft die Fortpflanzung künstlich  induziert werden muss.

## Nutzen

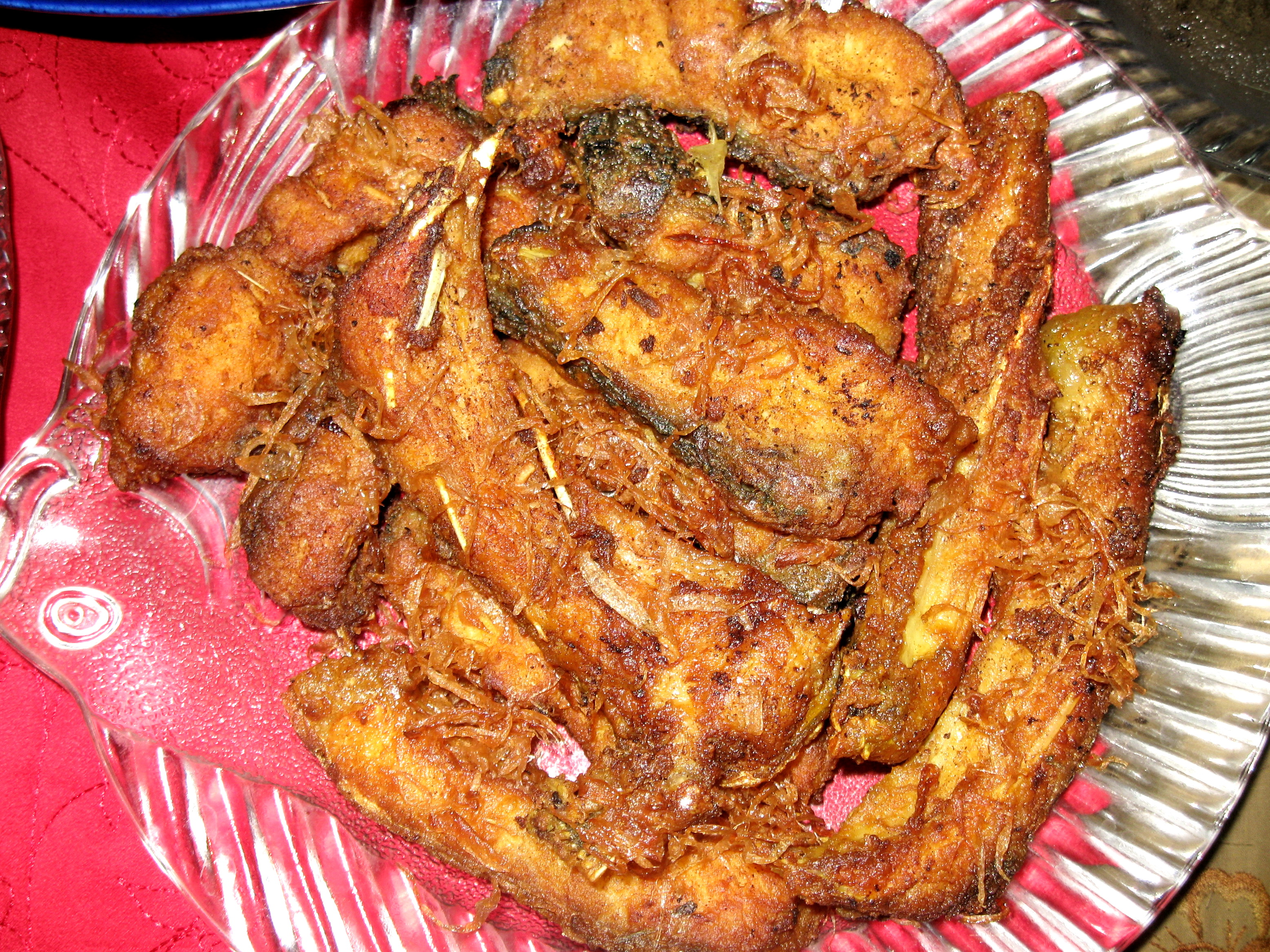
Frittierter Rohu

Der Rohu ist ein beliebter Speisefisch, der in Teichwirtschaften v. a. in Kerala gehalten wird und als Frischfisch auf den Markt kommt.
Der Rohu besitzt ein nicht öliges weißes Fleisch und gilt frittiert bei den Oriyas und Bengali als große Delikatesse und Vorspeise der typischen traditionellen Kost. Er wird als Potoler Dolma oder in Senföl als Kalia angeboten. Tok ist ein Gericht aus Tamarinden und Rohu-Filet. Auch in der Küche des Punjab und Lahore spielt er eine große Rolle.
Bei den Kayastha in Uttar Pradesch gilt er sogar als heiliges Nahrungsmittel, welches nur bei bestimmten religiösen Gelegenheiten und Zeremonien verspeist werden darf.
Außerdem ist der Rohu ein beliebter Angelfisch.